# کفاره در مسیحیت

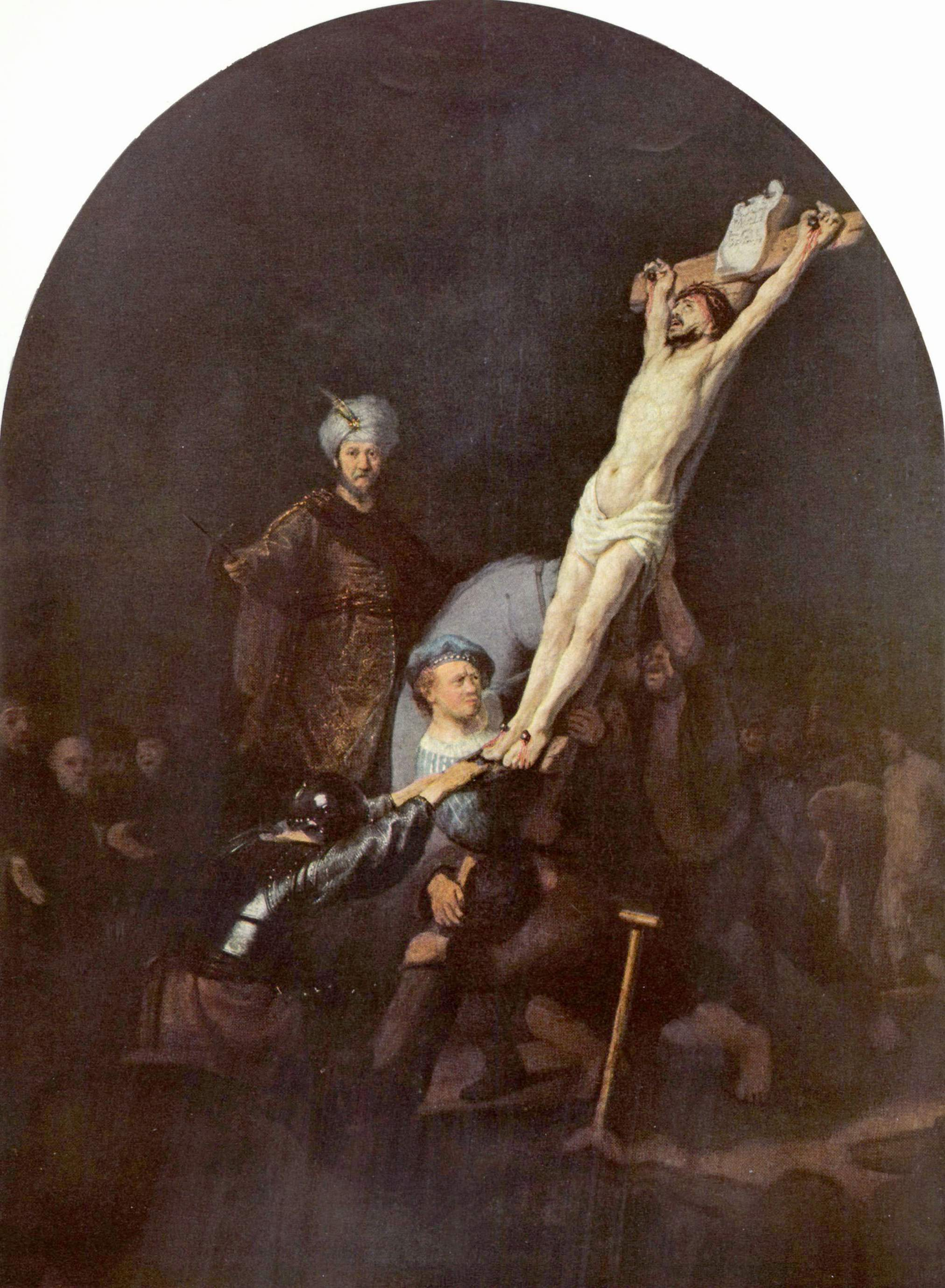
کفاره در مسیحیت

کفاره در الهیات مسیحیِ غربی به توضیحِ این مطلب می‌پردازد که انسان چگونه می‌تواند با خداوند آشتی کند.
کفاره در مسیحیت به بخشش یا عفوِ گناه در حالتِ کلی و بویژه گناهِ نخستین که با مرگ و رستاخیزِ الهیِ عیسی رخ داد می‌پردازد و آشتیِ میانِ خداوند و خلقِ وی را ممکن می‌کند.